# Richard Hofmann (SS-Mitglied)
Richard Hofmann (* 26. Februar 1913 in Bechtheim; † 5. Juli 1979 in Bonn) war  ein deutsches SS-Mitglied, zuletzt im Rang eines SS-Oberscharführers, und verurteilter NS-Mörder. Er diente in mehreren Konzentrationslagern und war für sein sadistisches Verhalten bekannt.

## Leben
Hoffmann wurde am 26. Februar 1913 in Bechtheim bei Worms geboren. Nach dem Besuch der Volksschule arbeitete er im landwirtschaftlichen Betrieb seines Vaters. Im Alter von 15 Jahren trat er in die Hitlerjugend ein, zum 1. August 1931 schloss er sich der NSDAP an (Mitgliedsnummer 652.547) und wurde auch Mitglied der SS. Von Werner Best wurde er im März 1933 als Hilfspolizist zum Wachmann des KZ Osthofen ernannt. Als das KZ 1934 aufgelöst wurde, kam er zunächst in das Wachkommando von Dachau und anschließend ins KZ Oranienburg. Im August 1936 wurde er ins neuerrichtete KZ Sachsenhausen als Wachmann versetzt. Im Sommer oder Herbst 1937 wurde er zum Kommandanturstab versetzt. Als Blockführer und Aufseher verschiedener Arbeitskommandos galt er als „gefürchtete[r] und brutale[r] Schläger und Menschenschinder“ und als „besonders grausam, heimtückisch und sadistisch“. Die Häftlinge gaben ihm die Spitznamen: Iwan der Schreckliche, Chinesen-Karli oder auch Rotauge. Im Klinkerwerk Oranienburg hat er wahllos mit Knüppeln, Schaufelstielen, Schulterriemen und anderen Werkzeugen auf Menschen eingeschlagen. Längere Zeit führte er das Arbeitskommando Tongrube, von den Häftlingen „Hölle in der Hölle“ genannt und als Todeskommando gefürchtet. Dort schlug er im zweiten Halbjahr 1941 einen unbekannten französischen Häftling mit einem armdicken Pfahl zu Tode. Am 1. September 1942 wurde er an die Front versetzt und wurde 1943 zum Oberscharführer befördert.
Im Mai 1945 geriet er in jugoslawische Kriegsgefangenschaft. Die ersten Jahre in der Nachkriegszeit lebte er unbehelligt als Kraftfahrer in Jugoslawien und Österreich. Dort heiratete er und lebte in Feistritz im Rosental. Am 8. April 1965 wurde er verhaftet und am 2. Juni 1965 an die Bundesrepublik Deutschland ausgeliefert. Das Landgericht Köln verurteilte ihn am 20. April 1970 wegen fünffachen Mordes und Mordversuchs zu einer lebenslangen Freiheitsstrafe. (AZ 24 Ks 2/68) Bei einem der ihm nachgewiesenen Fälle aus dem Sommer 1940 im Außenlager Tongrube lockerte er die Kippvorrichtung einer Lore. Die ganze Ladung Sand, ca. 3 to, begrub einen unbekannten Häftling. Auf Grund der langen Zeitspanne zwischen Kriegsende und seinen Prozessen konnten weitere Taten nicht eindeutig nachgewiesen werden.
Hofmann verstarb am 5. Juli 1979 im Gefängnis von Bonn.